# Kamień (Korsze)
Kamień (deutsch Goldstein) ist ein kleiner Ort in der polnischen Woiwodschaft Ermland-Masuren und gehört zur Gmina Korsze (Stadt- und Landgemeinde Korschen) im Powiat Kętrzyński (Kreis Rastenburg).

## Geographische Lage
Kamień liegt in der nördlichen Mitte der Woiwodschaft Ermland-Masuren, 25  Kilometer nordwestlich der Kreisstadt Kętrzyn (deutsch Rastenburg).

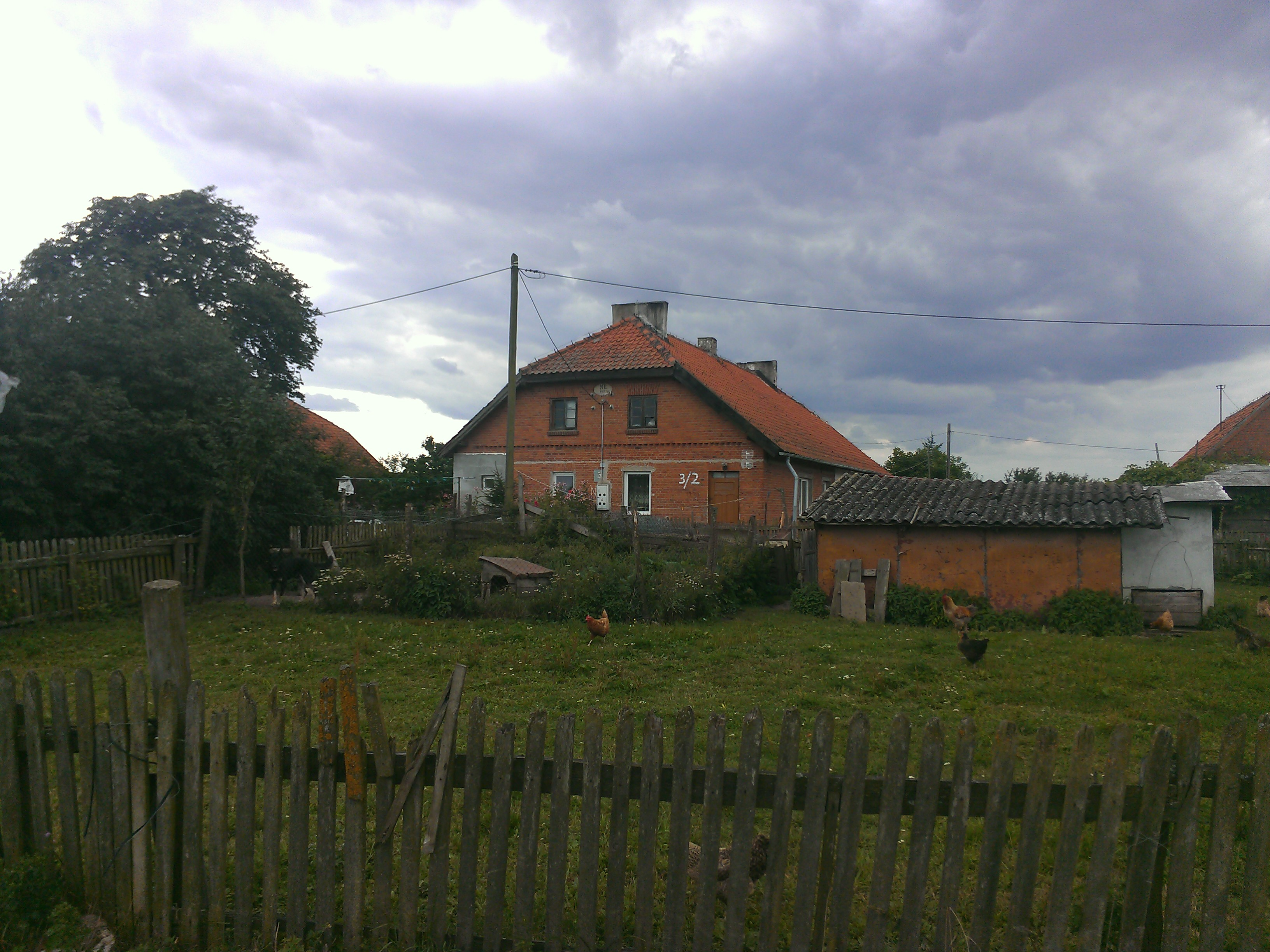
Anwesen in Kamień (Goldstein)

## Geschichte
Im Jahre 1822 wurde das einstige Goldstein gegründet und war ein Vorwerk, zu dem eine Ziegelei gehörte, die 500 Meter südwestlich des Dorfes stand. Bis 1945 war Goldstein eine Ortschaft innerhalb des Gutsbezirks bzw. der Landgemeinde Prassen (polnisch Prosna) im Kreis Rastenburg in der preußischen Provinz Ostpreußen.
In Kriegsfolge kam der Ort 1945 mit dem gesamten südlichen Ostpreußen zu Polen und erhielt die polnische Namensform „Kamień“. Heute ist er eine Siedlung (polnisch Osada) innerhalb der Stadt- und Landgemeinde Korsze (Korschen) im Powiat Kętrzyński (Kreis Rastenburg), bis 1998 der Woiwodschaft Olsztyn, seither der Woiwodschaft Ermland-Masuren zugehörig.

## Kirche
Bis 1945 gehörte Goldstein zur evangelisch-unierten Kirchengemeinde Leunenburg (polnisch Sątoczno) in der Kirchenprovinz Ostpreußen sowie zur römisch-katholischen Pfarrgemeinde Sturmhübel (polnisch Grzęda) im Bistum Ermland.
Heute gehört Kamień zur römisch-katholischen Pfarrei Sątoczno im Erzbistum Ermland sowie zur evangelisch-augsburgischen Pfarrei Kętrzyn (deutsch Rastenburg) in der Diözese Masuren.

## Verkehr
Kamień ist über einen Landweg von Kałwągi (Kaltwangen) aus zu erreichen. Eine Anbindung an den Bahnverkehr besteht nicht mehr, seit der Abschnitt Bartoszyce–Korsze der Bahnstrecke Głomno–Białystok mit der nächstgelegenen Bahnstation Studzieniec (Wormen) im  Personenverkehr ab 2002 nicht mehr befahren wird.